# Oppkuven
Der Oppkuven (norwegisch für Anstiegsgipfel) ist ein Berg im ostantarktischen Königin-Maud-Land. In der Rootshorga der Sverdrupfjella ragt er 3 km nördlich des Gavlen auf.
Erste Luftaufnahmen entstanden bei der Deutschen Antarktischen Expedition (1938–1939). Norwegische Kartographen, die ihn auch benannten, kartierten ihn anhand von Luftaufnahmen der Norwegisch-Britisch-Schwedischen Antarktisexpedition (NBSAE, 1949–1952) und der Dritten Norwegischen Antarktisexpedition (1956–1960) aus den Jahren von 1958 bis 1959.